# Stenomorphus rossi
Stenomorphus rossi är en skalbaggsart som beskrevs av Vandyke. Stenomorphus rossi ingår i släktet Stenomorphus och familjen jordlöpare. Inga underarter finns listade i Catalogue of Life.